# Ola Karlsson (fotbollsspelare)
Ola Gunnar Andreas Karlsson, född 19 maj 1971, är en svensk före detta fotbollsspelare (mittfältare).

## Biografi
Karlsson gick till säsongen 1991 från Jonsereds IF till Gais i Allsvenskan, och spelade under debutsäsongen 12 matcher (1 mål) i Allsvenskan och Kvalsvenskan. Året därpå blev det dock bara 7 allsvenska matcher för Karlsson, och då Gais åkte ur Allsvenskan gick han till säsongen 1993 till Örgryte IS, just det lag som i kvalet hade slagit ut Gais och tagit dess plats i Allsvenskan. Till Öis gick samtidigt också hans mittfältskollega Morgan Nilsson. Öis åkte ur Allsvenskan samma år, men Karlsson stannade kvar och var med när sällskapet omgående gick upp i högsta serien igen.
Efter ytterligare en säsong i Allsvenskan med Öis flyttade han 1996 till BK Häcken, där han stannade till och med säsongen 2000.